# São Pedro (Évora)
São Pedro é uma freguesia urbana extinta do Município de Évora. Na verdade, tratava-se da segunda freguesia mais antiga da cidade, uma vez que já existia no reinado de D. Dinis. A igreja paroquial situava-se na Rua Diogo Cão (edifício onde se encontram actualmente instalados alguns serviços da Câmara Municipal de Évora. Em 1840, na sequência de uma reorganização dos limites das freguesias urbanas, a sede da freguesia foi transferida para a igreja do antigo Convento de São Francisco, o que conduziu à profanação da velha paroquial, da qual subsiste porém o pórtico gótico.
Em 1997 a freguesia de São Pedro foi extinta, sendo o seu território (que abrangia o espaço compreendido sensivelmente entre a Rua dos Mercadores e a antiga Rua da Mesquita, actualmente chamada de D. Augusto Eduardo Nunes), anexa à freguesia da Sé, passando ambas a constituir a nova freguesia da Sé e São Pedro.

## População
| População da freguesia de São Pedro | População da freguesia de São Pedro | População da freguesia de São Pedro | População da freguesia de São Pedro | População da freguesia de São Pedro | População da freguesia de São Pedro | População da freguesia de São Pedro | População da freguesia de São Pedro | População da freguesia de São Pedro | População da freguesia de São Pedro | População da freguesia de São Pedro | População da freguesia de São Pedro | População da freguesia de São Pedro | População da freguesia de São Pedro | População da freguesia de São Pedro |
| ----------------------------------- | ----------------------------------- | ----------------------------------- | ----------------------------------- | ----------------------------------- | ----------------------------------- | ----------------------------------- | ----------------------------------- | ----------------------------------- | ----------------------------------- | ----------------------------------- | ----------------------------------- | ----------------------------------- | ----------------------------------- | ----------------------------------- |
| 1864                                | 1878                                | 1890                                | 1900                                | 1911                                | 1920                                | 1930                                | 1940                                | 1950                                | 1960                                | 1970                                | 1981                                | 1991                                | 2001                                | 2011                                |
| 1 655                               | 2 359                               | 2 739                               | 2 467                               | 2 673                               | 2 709                               | 3 403                               | 3 557                               | 3 144                               | 2 584                               | 1 904                               | 1 804                               | 1 229                               |                                     |                                     |